# 池下ユミ
池下ユミ（いけした ゆみ、1958年8月7日 - ）は、広島県出身の元女子プロレスラー。本名（旧姓）池下 由美（読みは同じ）。

## 経歴
1975年、全日本女子プロレスに入門。同年9月11日、後楽園ホールにおける阿蘇しのぶ戦でデビューする。
悪役レスラーとして売り出され、阿蘇しのぶとの悪役タッグチーム「ブラック・ペア」として同期であるビューティ・ペア（ジャッキー佐藤・マキ上田）のライバルとして抗争を展開し、WWWA世界タッグ王座にも君臨した。阿蘇の退団後は漆原幸恵（後のルーシー加山）、マミ熊野らと「ブラック軍団（ブラックデビル）」を結成した。後にデビル雅美も加わっている。
一方で、1977年9月1日に新設されたハワイアンパシフィック王座を獲得し、後に改名され初代オールパシフィック王者となる。
1981年6月、寿引退。
引退後のブラックデビルはデビル雅美が継承して「デビル軍団」に変更し、その後デビルが軍団解散声明。ダンプ松本&クレーン・ユウの「極悪同盟」に変化する。
1999年に女子プロレス殿堂に表彰されている。

## 獲得タイトル
- 第66代、第70代WWWA世界タッグ王座（パートナーは阿蘇しのぶ→マミ熊野）
- 初代、第5代オールパシフィック王座